# Phare du Créac’h
Der Phare du Créac’h (bretonisch Tour-tan ar C’hreac’h), auch Le Créac’h, ist ein 1863 erbauter Leuchtturm auf der bretonischen Insel Ouessant in Frankreich.
Der Leuchtturm von Créac'h signalisiert zusammen mit dem Bishop Rock Lighthouse in England den Eingang zum Ärmelkanal für Seefahrer, die vom Atlantik kommen.
Seit dem 23. Mai 2011 steht der Leuchtturm als Monument historique in der Base Mérimée des französischen Kulturministeriums unter Denkmalschutz.

## Geschichte
Nach Planungen von Ingenieur de Carcaradec und unter der Leitung der Ingenieure  Maitrot de Varennes und Rousseau arbeitete der Brester Bauunternehmer Joseph Victor Tritschler (1815–1879) zwischen 1860 und 1863 am Bau des Leuchtturms von Créac'h auf Ouessant.
1888 wurde er elektrifiziert und ist seitdem der leuchtstärkste Leuchtturm in Europa. Er gehört mit einer Tragweite von 32 Seemeilen (knapp 60 km) zu den stärksten der Welt.
Der Turm war bis zur Vollautomatisierung bewohnt und hat eine Höhe von 54,85 m. Er zeigt alle zehn Sekunden zwei weiße Blitze, die von vier Halogen-Metalldampflampen mit je 2000 Watt erzeugt werden. Der optische Apparat dreht sich alle 40 Sekunden einmal um sich selbst. Am Fuße des Turms befindet sich in den ehemaligen Wohn- und Arbeitsräumen ein Seezeichenmuseum. Der Turm selbst kann nicht besichtigt werden.
1909 beschloss man, eine „cloche sous-marine“ zu installieren, eine Nebelglocke unter Wasser, damit Schiffe sich bei schlechter Sicht orientieren können. Die nordwestlich des Leuchtturms errichtete Installation wurde 1919 wieder stillgelegt.
In der Nähe befindet sich auf einem Felsvorsprung ein 1867 installiertes Nebelhorn vom Leuchtturm aus betätigt, leitet eine Vorrichtung die Luft zum Horn, aus dem sie mit einem extrem lauten Ton (mit einer Dauer von 2 Sekunden alle 10 Sekunden) austritt; sie wird auch Wildkuh genannt, da ihr Klang an das Muhen eines Wiederkäuers erinnert; ihr Klang ist bei Nebel auf der ganzen Insel zu hören. Der Leuchtturm von Creac'h beherbergt zu seinen Füßen ein Museum für Leuchttürme und Leuchtfeuer.
Die an den Leuchtturm angrenzenden Gebäude wurden 1940–1941 durch einen architektonischen Komplex des Architekten Georges Martin ersetzt. Zur gleichen Zeit wurde der Leuchtturm mit einer neuen Laterne ausgestattet, die 1937 auf der Weltausstellung in Paris vorgestellt wurde und ihn zum leistungsstärksten Leuchtturm der Welt machte.
Im Januar 2025 wurde Pläne für einen Umbau mit Reduzierung der Tragweite auf 35 km und Ersatz der Quecksilberlagerung bekannt, gegen die sich eine Petition Rettet den Leuchtturm von Créac'h mit über 10.000 Unterzeichnern richtete.
Eine historische Postkarte zeigt den Leuchtturm Leuchtturm von Créac'h. von Klaus Hülse.
Zwischen dem Phare du Créac’h und dem Cornischen Lizard Lighthouse verläuft die Start-Ziel-Linie der Trophée Jules Verne, eines Preises für die schnellste Weltumsegelung.

Bilder vom Phare du Créac’h
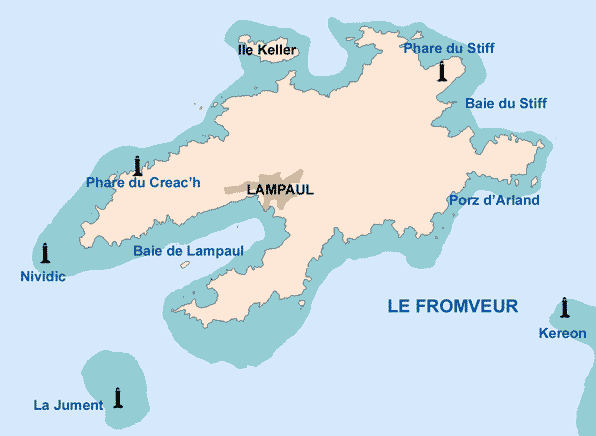
Leuchtturmsituation auf und um Ouessant
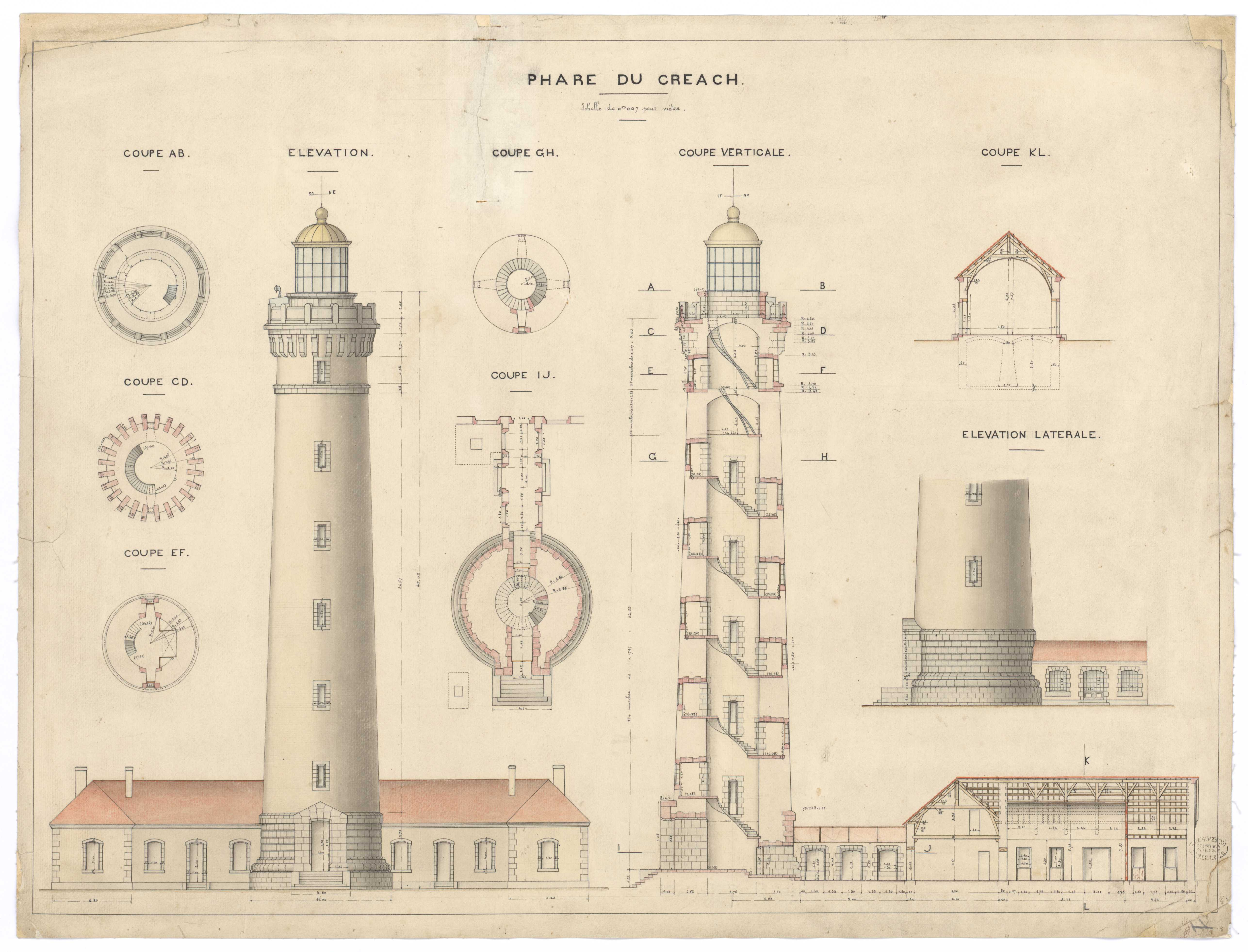
Historische Zeichnung vom Leuchtturm, 1859
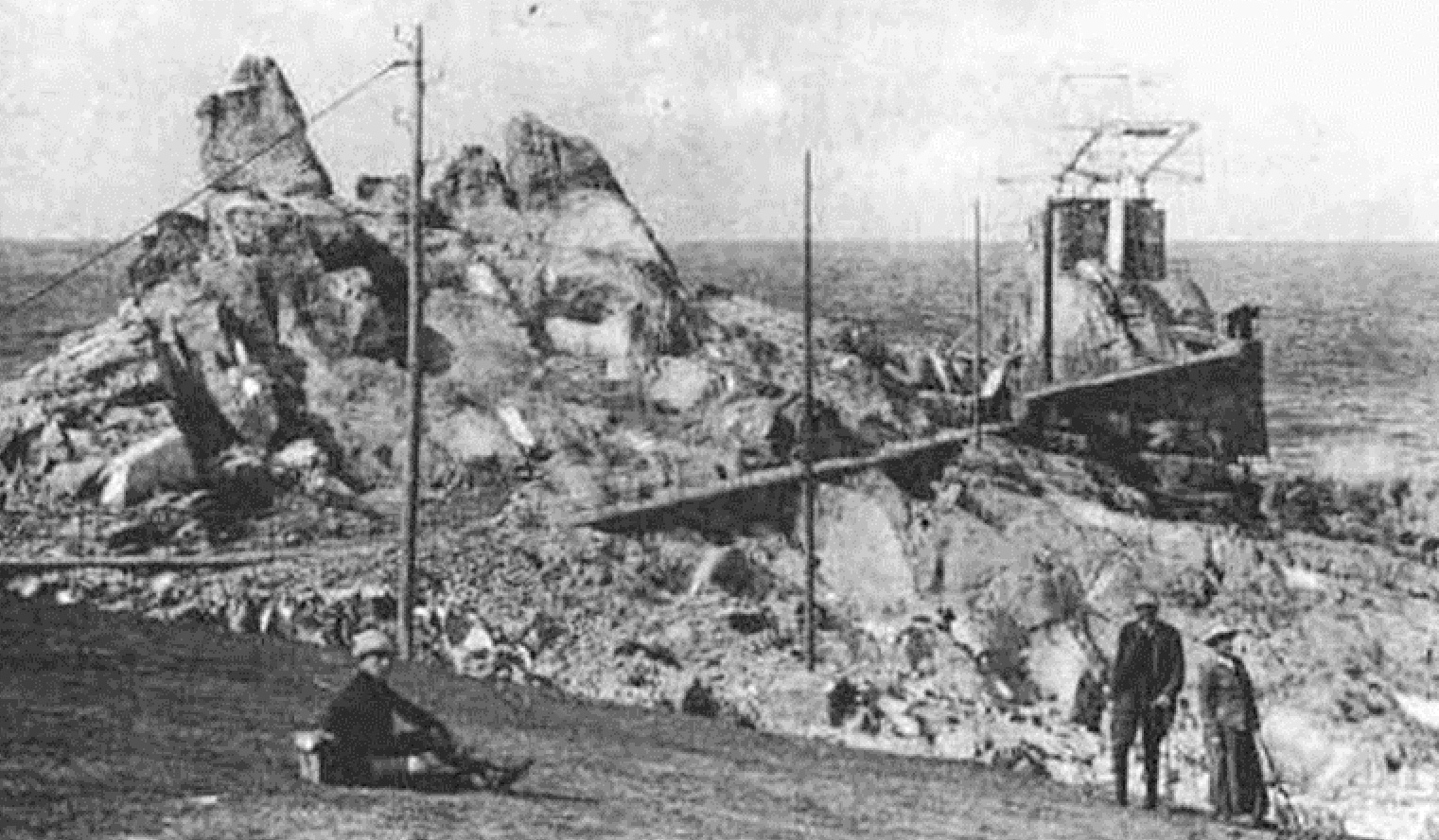
Zur unter Wasser befindlichen Nebelglocke gehörige Installation, 1912
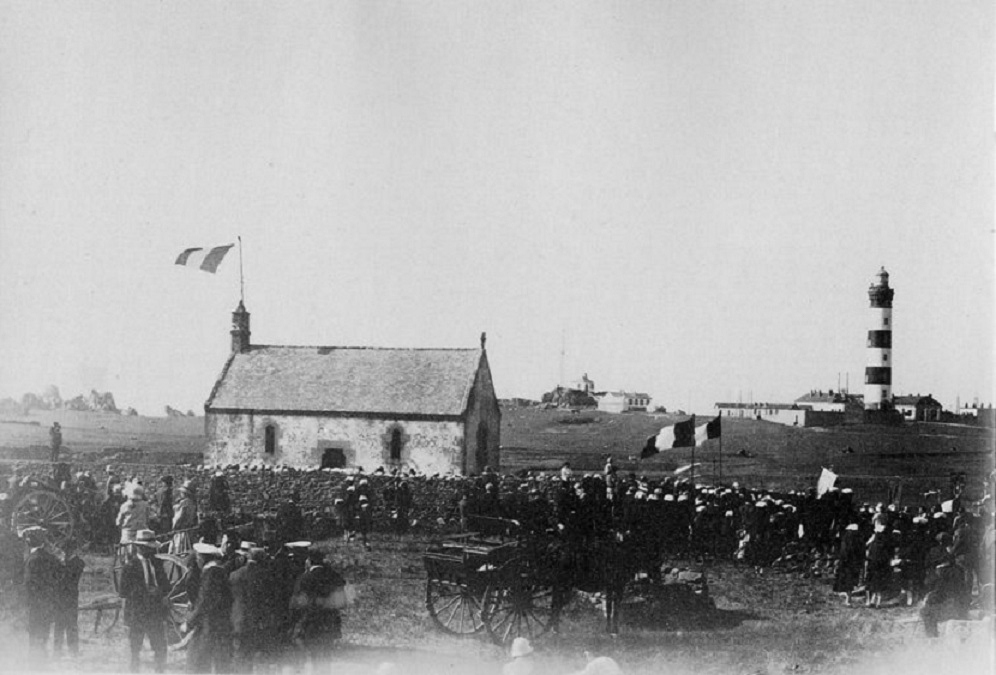
Kapelle Saint Gildas am Leuchtturm, 1925

Briefmarke mit dem Leuchtturm von Créac'h, 2020

Link zum Bild